# Roger Vincent
Roger Vincent est un acteur français, né le 30 mai 1878 à Sainte-Foy-la-Grande (Gironde) et mort le 6 novembre 1959 à Paris 8e.

## Biographie

### Origines
Roger Vincent naît sous le nom d'état civil de Henri Roger Sorin le 30 mai 1878 à Sainte-Foy-la-Grande en Gironde.

### Mort
Roger Vincent meurt le 6 novembre 1959 , de mort naturelle, à son domicile du 5 rue Frédéric-Bastiat dans le 8e arrondissement de Paris.
Il repose au cimetière de Pantin[Lequel ?] (9e division).

## Filmographie

### Période du muet
- 1910 : La Retraite d'André Calmettes et Henri Pouctal
- 1917 : La Bonne Hôtesse de Georges Monca (1,125 m) : Jean Lirieux
- 1917 : Par la vérité de Gaston Leprieur et Maurice de Féraudy (1,845 m) : Jean de Sommère
- 1918 : La Marâtre de Jacques Grétillat (1,485 m) : Godard de Rémonville
- 1919 : Quarante H.P de Jacques Grétillat (1,200 m) : Horace Playford

### Années 1930 et 1940
- 1933 : Les Misérables de Raymond Bernard (film tourné en trois époques)
- 1933 : Trois Balles dans la peau de Roger Lion
- 1940 : Le Diamant noir de Jean Delannoy : le préfet
- 1941 : Le Destin fabuleux de Désirée Clary de Sacha Guitry : Charles XIII, roi de Suède
- 1941 : La Nuit fantastique de Marcel L'Herbier : un invité
- 1941 : La Symphonie fantastique de Christian-Jaque
- 1941 : Le Valet maître de Paul Mesnier : un membre du club des "Patineurs"
- 1942 : L'Ange de la nuit d'André Berthomieu
- 1942 : L'Honorable Catherine de Marcel L'Herbier : un invité
- 1942 : La Main du diable de Maurice Tourneur
- 1942 : Pontcarral, colonel d'Empire de Jean Delannoy : le prètre
- 1942 : Hommage à Georges Bizet de Louis Cuny (moyen métrage)
- 1943 : Adieu Léonard de Pierre Prévert : le colonel
- 1943 : Le ciel est à vous de Jean Grémillon : un invité à la présentation
- 1943 : Donne-moi tes yeux de Sacha Guitry : un client du cabaret
- 1943 : L'Escalier sans fin de Georges Lacombe : Delormel
- 1943 : L'Homme qui vendit son âme de Jean-Paul Paulin : le gérant du "Canari"
- 1943 : Un seul amour de Pierre Blanchar
- 1943 : La Valse blanche de Jean Stelli : le critique
- 1943 : La Vie de plaisir d'Albert Valentin : un invité
- 1943 : Vingt-cinq Ans de bonheur de René Jayet
- 1944 : Bifur 3 de Maurice Cam
- 1944 : La Cage aux rossignols de Jean Dréville
- 1944 : Falbalas de Jacques Becker : Roland
- 1944 : Mademoiselle X de Pierre Billon
- 1945 : L'Affaire du collier de la reine de Marcel L'Herbier et Jean Dréville : un abbé de cour
- 1945 : Les Enfants du paradis de Marcel Carné
- 1945 : L'assassin n'est pas coupable de René Delacroix
- 1945 : Christine se marie de René Le Hénaff
- 1945 : L'Extravagante Mission d'Henri Calef
- 1945 : Impasse de Pierre Dard
- 1945 : Master Love de Robert Péguy
- 1945 : La Part de l'ombre de Jean Delannoy
- 1945 : Son dernier rôle de Jean Gourguet
- 1945 : Trente et quarante de Gilles Grangier
- 1946 : L'Arche de Noé d'Henry Jacques : un représentant du conseil d'administration
- 1946 : Le Cabaret du grand large de René Jayet : Petrozzi
- 1946 : Dernier refuge de Marc Maurette : un joueur
- 1946 : Destin de Richard Pottier
- 1946 : Macadam de Marcel Blistène : le monsieur du Mans
- 1946 : Monsieur chasse de Willy Rozier
- 1946 : Rêves d'amour de Christian Stengel : un invité
- 1946 : Tombé du ciel d'Emil-Edwin Reinert
- 1947 : L'Aigle à deux têtes de Jean Cocteau : un invité
- 1947 : Le Café du Cadran de Jean Gehret : un spectateur
- 1947 : Rouletabille joue et gagne de Christian Chamborant : le médecin
- 1947 : L'aventure commence demain de Richard Pottier : un conseiller
- 1947 : Blanc comme neige d'André Berthomieu
- 1947 : Carré de valets d'André Berthomieu : un invité
- 1947 : Le Diamant de cent sous de Jacques Daniel-Norman : un invité
- 1947 : La Grande Volière de Georges Péclet : un invité
- 1947 : Mandrin de René Jayet (film tourné en deux époques) : M. Le Soubise
- 1948 : D'homme à hommes de Christian-Jaque : un invité d'Elsa
- 1947 : Rouletabille contre la dame de pique de Christian Chamborant : le médecin
- 1948 : La Femme que j'ai assassinée de Jacques Daniel-Norman : le père de Jean
- 1948 : Le Secret de Mayerling de Jean Delannoy : un sculpteur
- 1948 : Sombre Dimanche de Jacqueline Audry
- 1948 : Une femme par jour de Jean Boyer : un jour
- 1949 : Du Guesclin de Bernard de Latour : un seigneur
- 1949 : Amédée de Gilles Grangier
- 1949 : Au revoir monsieur Grock de Pierre Billon : un administrateur
- 1949 : Branquignol de Robert Dhéry
- 1949 : Dernière Heure, édition spéciale de Maurice de Canonge
- 1949 : Le Jugement de Dieu de Raymond Bernard
- 1949 : Monseigneur de Roger Richebé : un invité
- 1949 : Vient de paraître de Jacques Houssin : un écrivain

### Années 1950
- 1950 : Justice est faite d'André Cayatte : Albert Lavalette, un juré
- 1950 : Ma pomme de Marc-Gilbert Sauvajon : le médecin
- 1950 : Passion de Georges Lampin
- 1950 : Souvenirs perdus de Christian-Jaque
- 1950 : La Vie chantée de Noël-Noël
- 1951 : La Rose rouge de Marcello Pagliero
- 1951 : L'Agonie des aigles de Jean Alden-Delos : le docteur
- 1951 : Casque d'Or de Jacques Becker : le médecin
- 1951 : Chacun son tour d'André Berthomieu : un acheteur
- 1951 : Monsieur Fabre d'Henri Diamant-Berger
- 1951 : Monsieur Leguignon lampiste de Maurice Labro
- 1952 : Les Belles de nuit de René Clair
- 1952 : Cent Francs par seconde de Jean Boyer : un actionnaire
- 1952 : Nous sommes tous des assassins d'André Cayatte : un assesseur
- 1953 : La Pocharde de Georges Combret : le médecin légiste
- 1953 : C'est... la vie parisienne d'Alfred Rode : un invité
- 1953 : Le Chasseur de chez Maxim's d'Henri Diamant-Berger
- 1953 : Le Chevalier de la nuit de Robert Darène : le majordome
- 1953 : Crainquebille de Ralph Habib
- 1953 : Madame de... de Max Ophüls : le second témoin du duel
- 1953 : Secrets d'alcôve d'Henri Decoin, Jean Delannoy...
- 1953 : Si Versailles m'était conté… de Sacha Guitry : Robert de Cotte
- 1954 : Le Grand Jeu de Robert Siodmak
- 1954 : Le Comte de Monte-Cristo de Robert Vernay (film tourné en deux époques) : un curieux
- 1954 : La Belle Otero de Richard Pottier
- 1954 : Cadet Rousselle d'André Hunebelle
- 1954 : Le Fil à la patte de Guy Lefranc : le notaire
- 1954 : Interdit de séjour de Maurice de Canonge : un sertisseur
- 1954 : Votre dévoué Blake de Jean Laviron : le portier
- 1955 : Les deux font la paire d'André Berthomieu : l'aliéniste
- 1955 : Les Carnets du major Thompson de Preston Sturges
- 1955 : Les Grandes Manœuvres de René Clair : un invité
- 1955 : Le Secret de sœur Angèle de Léo Joannon : un client
- 1956 : Assassins et Voleurs de Sacha Guitry : un fou de l'asile
- 1956 : En effeuillant la marguerite de Marc Allégret
- 1956 : Je reviendrai à Kandara de Victor Vicas
- 1956 : Mannequins de Paris d'André Hunebelle
- 1957 : À pied, à cheval et en voiture de Maurice Delbez : un homme du cortège funèbre
- 1957 : L'Étrange Monsieur Steve de Raymond Bailly
- 1957 : Marchands de filles de Maurice Cloche
- 1957 : Le Septième Ciel de Raymond Bernard
- 1957 : Le Tombeur de René Delacroix
- 1959 : Les Vieux de la vieille de Gilles Grangier

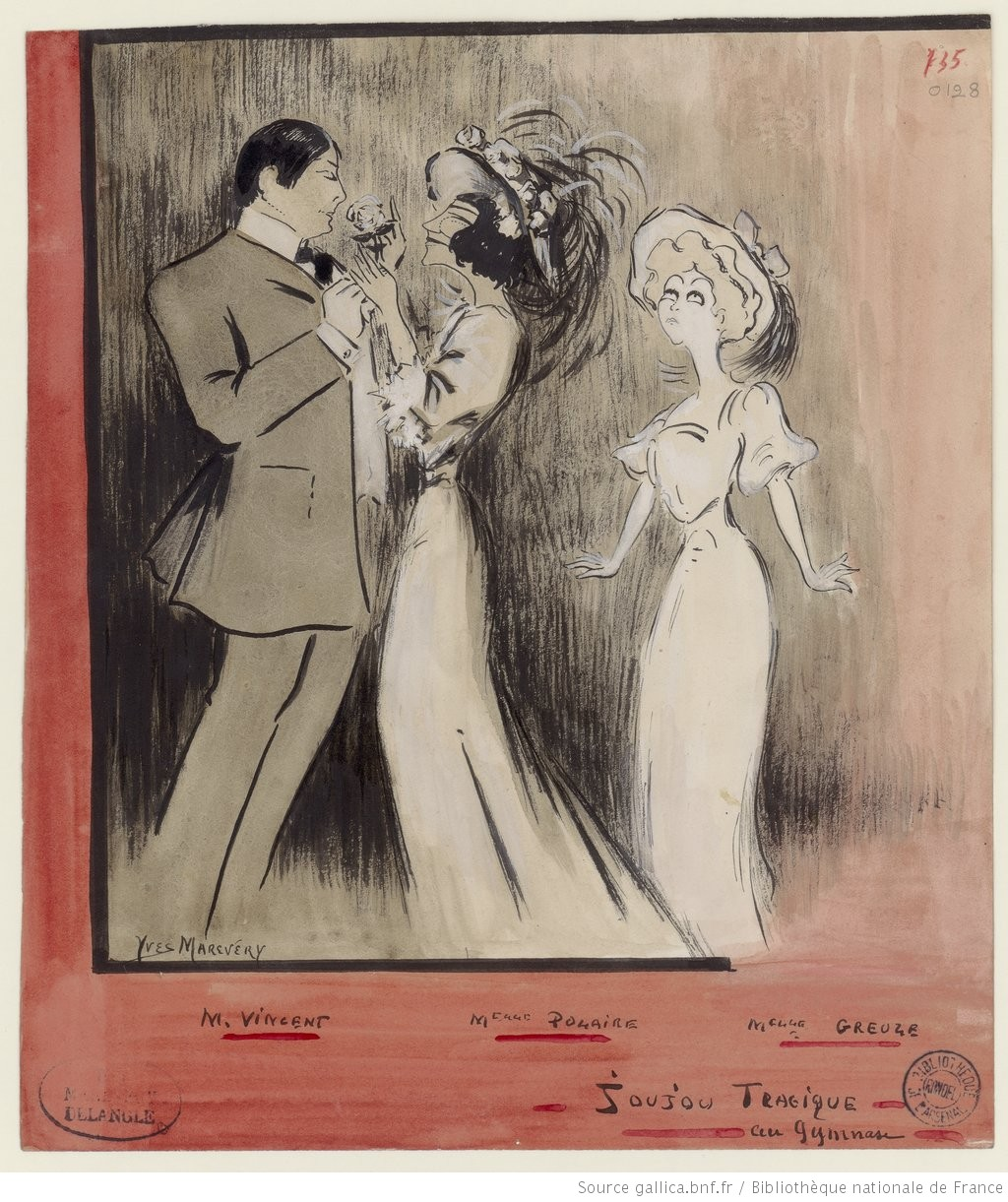
Caricature d'Yves Marevéry sur les trois acteurs jouant dans la pièce de Jehanne d'Orliac, "Joujou tragique", au théâtre du Gymnase, en 1907.

## Théâtre
- 1905 : L'Armature d'après Paul Hervieu, théâtre du Vaudeville
- 1906 : L'Attentat d'Alfred Capus et Lucien Descaves, théâtre de la Gaîté-Lyrique
- 1907 : Joujou tragique de Jehanne d'Orliac au théâtre du Gymnase
- 1908 : Le Lys de Gaston Leroux, théâtre du Vaudeville
- 1913 : La Saignée de Lucien Descaves et Fernand Nozière, théâtre de l'Ambigu-Comique
- 1921 : Les Misérables de Paul Meurice et Charles Hugo d'après le roman de Victor Hugo, théâtre de l'Odéon
- 1922 : Molière de Henry Dupuy-Mazuel et Jean-José Frappa, mise en scène Firmin Gémier, théâtre de l'Odéon
- 1933 : Une robe de soie de Henriette Charasson, théâtre du Grand-Guignol
- 1945 : Lorenzaccio d'Alfred de Musset, mise en scène par Gaston Baty, théâtre Montparnasse
- 1948 : Voyage à Washington de Garson Kanin, mise en scène Henri Bernstein, théâtre des Ambassadeurs
- 1955 : Judas de Marcel Pagnol, mise en scène Pierre Valde,  théâtre de Paris